# Malew
Malew è una parrocchia dell'Isola di Man situata nello sheading di Rushen con 2.385 abitanti (censimento 2011).
È ubicata nella parte sudorientale dell'isola e nel suo territorio è situato l'aeroporto dell'Isola di Man.
I maggiori centri sono Ballasalla, St Mark's e Derbyhaven.